# Историография Нового времени
Историография Нового времени — совокупность исторических сочинений европейских авторов XVI — начала XX века.

## XVI—XVIII века. Классицизм
Реформация и контрреформация содействовали развитию историографии, особенно во Франции, отчасти в Англии, более всего в учёных работах иезуитов. В германских странах реформация повела за собой более догматическую, чем историческую литературу. Из германских историков XVI века наиболее выдаётся Иоанн Слейдан, в своей истории императора Карла V сделавший попытку слияния художественной формы с основательным исследованием источников. У других, как у Матфея Флация Иллирика и так называемых магдебургских центуриаторов, Кохлея и других, на первый план выступают церковные интересы.
В Италии Паоло Сарпи в Венеции написал знаменитую, направленную против пап историю Тридентского собора, а Арриго Катарина Давила (уже в первой половине XVII века), автор истории французских междоусобной войны, с успехом поддержал традиции прошлого в итальянской историографии.
Во Франции, помимо мемуаров Рогана, Бассомпьера и других и скандальных хроник Брантома, в историографии выступают на сцену д’Обиньи, историк протестантского направления, и де Ту, написавший историю своего времени. Время от Тридцатилетней войны до середины XVIII века представлено в историографии Западной Европы весьма слабо. При Людовике XIV история была в загоне, вследствие католической и монархической реакции. Остроумные, глубокие, иногда художественные записки, писавшиеся в это время во Франции, пока существовали лишь для самих авторов и для дальнего потомства; много десятков лет прошло прежде чем сделались известными свету замечательные мемуары герцога де Сен-Симона, равно как и другие ценные записки и письма, рисующие широкую, подробную и разнообразную картину французской жизни времён Людовика XIV.
Научный очерк истории Франции с древнейших времён сделан был Мезерэ, но неудачно; столь же неудовлетворительна была попытка Боссюэта, в «Discours sur l’histoire universelle», построить всеобщую историю на богословских соображениях и проповеднической риторике. Историческая критика Пьера Бейля имела характер простого скептицизма. В Германии последствия Тридцатилетней войны сильно сказались в историографии. Она была представлена лишь официальными историями, партийными памфлетами и антикварными собраниями (например, в трудах Паппуса, Хемница, Секкендорфа, Пуффендорфа, Кевенгиллера).
В Англии выделяются Гайд (Кларендон), пристрастный историк революции, из партии кавалеров, и епископ Бэрнет, представитель противоположной партии. Одним из главных последствий господства классицизма было неумение и нежелание понять дух времени, особенно эпох отдалённых и подведение всех исторических деятелей и событий под одну мерку. Прошлое, особенно Средние века, считалось не имеющим интереса, как повествование о преступлениях, диком фанатизме и невежестве; характерные черты времени упускались из виду, средневековые и древние события превращались в изображения настоящего, подобно тому, как подверглись перерождению типы в псевдоклассической драме.
Во Франции эта манера развилась раньше всего: историк Дюпле изображал варвара Хлодвига совершенно так же, как и Людовика XIV, даже по внешности. Не вполне удачны были в эту пору и попытки объяснения крупных исторических явлений, главным образом потому, что вспомогательные науки, особенно политическая экономия, были ещё в зародыше; Монтескье, например, видит причину гибели Западной Римской империи в отливе золота и серебра в Византию. Тем не менее XVIII век много сделал для историографии. «Опыт о нравах и духе народов» Вольтера положил основание философской истории культуры; некоторые исторические труды его были первыми её примерами, хотя не во всех отношениях удачными. Немало содействовали преобразованию историографии и политические и философские сочинения Монтескье, давшего в своих «Размышлениях о причинах величия и падения римлян» пример философского изложения государственной истории.
Среди ряда историков, проводивших те или другие тенденции в изображении древней истории Франции, наибольшею популярностью пользовался аббат Мабли, один из наиболее ярких представителей дореволюционной либеральной литературы; аббат Рейналь, историк Индии и Америки, также читался очень охотно, как идеализатор быта диких в стиле Руссо; идеализатором древности выступил Жан-Жак Бартелеми, автор известного «Путешествия молодого Анахарсиса».
Лучшие из представителей классического духа в историографии — английские историки второй половины XVIII века: скептический философ Давид Юм, со своей знаменитой «Историей Англии от вторжения Юлия Цезаря до революции 1688 года»; немного многословный Вильям Робертсон, сделавший для шотландской истории то же, что сделал Юм для английской; историк римской республики Адам Фергюссон, историк Греции Вильям Митфорд. Выше всех их стоит одарённый вольтеровским духом, но добросовестный исследователь по первоисточникам, Эдуард Гиббон, автор «Истории упадка и разрушения Римской империи».
В немецкой историографии конца XVIII века господствовала прагматически-рационалистическая школа Шрёка, Шлецера и Шпиттлера; заслуживают ещё упоминания патриот И. Мезер и риторический историк И. Мюллер. Позади корифеев историографии и в XVIII веке шла кропотливая работа над собиранием исторического материала. Составлялись громадные сборники источников, вроде уже раньше начатого болландистами, тщательно применялась критика отдельных известий, проверялась хронология («L’art de vérifier les dates»), Из числа антиквариев, работавших над подобными собраниями, следует упомянуть Медокса и Раймера в Англии, де Ашери и Мабилона — во Франции, Муратори — в Италии, Лейбница — в Германии.

## XIX век. Романтизм
Всё сделанное в продолжение предыдущих веков не может, однако, сравниться с громадными результатами, добытыми исторической наукой в течение XIX века — века преимущественно «истории», как его иногда называют. Ещё в конце XVIII века классический дух подвергся гонениям со стороны романтиков, которые своим увлечением национальной стариною, главным образом средневековою, внесли в историографию много увлечений и иллюзий, но зато освободили её от исключительности и тесных рамок классицизма, сделали возможною более справедливую, менее абсолютную оценку лиц и событий и значительно расширили самые пределы науки, введя в неё, например, исследование народных мировоззрений, совершенно игнорировавшихся до тех пор. В то же время успела народиться и стать на твёрдую почву новая наука — политическая экономия, благодаря которой исследование экономических сторон быта народов могло быть поставлено на более прочные основания. Наибольшую пользу принесла историография, окрепшая и развившаяся историческая критика, первым высокоталантливым применителем которой был знаменитый Вольф, в своих «Prolegomena» к Гомеру.

### Немецкая историография
Одной из важнейших заслуг романтизма было возбуждение интереса к Востоку, к его литературе и истории; здесь громадное значение имели труды Августа и Фридриха Шлегелей, Гердера и их последователей. История классической древности подверглась совершенно новой обработке; впервые было понято значение надписей для античной истории и блестящими примерами новых исторических трудов явились сочинения Бёка, Отфрида Мюллера и других. Исследования Нибура создали новое учёное воззрение на римскую историю; в его трудах впервые приложена была в широких размерах свободная от предвзятых идей историко-филологическая критика и была предпринята колоссальная попытка на развалинах того, что до сих пор, следуя авторитету Ливия, выдавали за римскую историю, воздвигнуть новое, действительно историческое здание. Савиньи, своими тщательными и остроумными исследованиями о римском праве в средние века и других вопросах, сумел придать историческому законоведению совершенно новое высокое значение и вместе с тем внешнюю привлекательность и классическую ясность. В то же время нарождалось новое направление в истории религии, появлялись первые зачатки исследований, вскоре составивших славу тюбингенской школы. В первой четверти XIX века появился знаменитый методологический трактат Ранке, положивший начало научному изучению политической истории нового времени.
Независимое положение в числе немецких историков первой половины XIX века занимает Шлоссер, историк главным образом культуры, в своей истории XVIII века описавший события и характеры, деяния и мнения недавнего прошлого с глубокомыслием, правдолюбием и суровостью, придающими его труду высокий нравственный отпечаток. Его лучшими учениками были Гервинус, Гейссер, отчасти и остроумный Дальман. Представителем романтизма в немецкой историографии был Фридрих Раумер. Громадно число историков, посвятивших себя исследованию судеб Германии и германских народов. В консервативно-католическом духе писали Гфререр и Мендель; после них это направление временно не давало выдающихся трудов, но возродилось в сочинениях Янсена по истории реформации, вызвавших оживлённую полемику между католическими и протестантскими историками.
Более умеренный характер носят труды католика Дёллингера. Громадное значение, главным образом для новой истории, имеют труды Леопольда фон Ранке, основателя многочисленной, распространённой и влиятельной школы; единственный в своём роде знаток источников, особенно архивных, он в многочисленных трудах своих первый дал верное освещение многим периодам средней и новой истории; культурный элемент, однако, в сочинениях его, как и его прямых последователей, представлен слабо. Между учениками его выдвинулись Зибель, Яффе, Мауренбрехер. Ноорден, Вегеле, Баумгартен другие. Одна из великих заслуг этой школы — тщательное изучение и собирание исторических материалов и критическая их разработка. Над этим особенно много потрудился Пертц, благодаря которому создался такой монументальный труд, как «Monumenta Germaniae Historica».
Некоторые историки стали известны благодаря своей многосторонности, соединённой с громадными специальными знаниями: Геерен, Ваксмут, Кортюм, Луден. Из историков специально Германии следует назвать Гизебрехта, Вайца, Ваттенбаха, первоклассных знатоков средних веков. Новая история Германии нашла себе прилежного, но очень пристрастного к Пруссии историка в Трейчке. История древности, главным образом классических стран, лучше всего обработана немецких учёными. Теодор Моммзен в своих трудах всесторонне обнял всю римскую древность, Дройзен, известный общими трудами и трудами по новой истории, дал историю эллинизма, а Макс Дункер сделал первую попытку объединить результаты изучения древнего Востока с результатами, достигнутыми в науке о классической древности. Много сделали также Ницше, Курциус и бесчисленные другие.
Общие обзоры всего исторического материала сделаны были учеником Шлоссера, Кригком, — по сочинениям учителя, Беккером, Вебером и другими. Особенностью немецкой историографи являются громадные сборники монографий по истории отдельных стран и событий, как, например, Геерена-Уккерта, Онкена и других. Кроме того, для каждого из германских народов, государств и провинций есть специальные, обстоятельные монографии.

### Французская историография
Замечательное развитие немецкой историографии в начале нашего века оказало некоторое влияние и на французскую, особенно на Гизо, являющегося, вместе с тем, как бы продолжателем философского прагматизма Вольтера и Монтескье; это — историк ясный и логичный без воодушевления и фантазии, считающий своей целью извлечение из исторических материалов философских выводов, нередко с скрытой тенденцией. Романтизм Шатобриана вызвал художественную историю Августина Тьерри и брата его Амедея; красотой изложения отличаются и сочинения Баранта. Успех этих историков вызвал целую школу «приятных» повествователей, к которым принадлежат Капфиг и Пьера-Луи и Жана Лакретелей. Трудолюбивые повествователи-хронисты Анкетиль, Галлэ и особенно Сисмонди занимают середину между либерально-прагматической школой Гизо и художественной историографии. К последней принадлежат ещё автор «Истории крестовых походов» Мишо, историк Фронды Сент-Олер и другие, и в особенности Жюль Мишле, соединивший блестящее художественное изложение с страстным демократизмом и лёгким философским синтезом.
Сравнительно беспристрастный труд по истории Франции принадлежит республиканцу Анри Мартену, правдолюбивому, прямодушному и очень прилежному исследователю. Наибольшее внимание французских историков текущего столетия привлекала история Великой французской революции. Здесь, после трудов Тибодо и Лакретеля, важное значение имели серьёзный и объективный Минье, блестящий панегирист, но менее основательный Тьер, демократ Мишле и социалист Луи Блан. Начало новой эпохи в изучении революции положил Алексис Токвиль, связавший её с предыдущим периодом истории — со старым порядком. Последующее время дало высокохудожественный, но пристрастный труд Тэна, объективного Шере (Chérest) и книгу Сореля «L’Europe et la Révolution française», в которой в первый раз подробно и глубоко рассмотрены отношения между Европой и революцией. Последний труд является одновременно и показателем высокой степени разработанности дипломатической истории новейшего времени во Франции (труды Вандаля, Рамбо и других).
Франция также дала ряд замечательных трудов по истории древности, особенно Востока; здесь величайшим из французских историков был знаток семитических народов и первых времён христианства, Ренан. Труд остроумного Ленормана: «Les origines de l’histoire», за смертью автора остался неоконченным. Переходное время от древности к средним векам и некоторые интересные культурные явления древности исследовал проницательный, но подчас сильно субъективный Фюстель де Куланж. Громадные коллекции, особенно по национальной истории, над которой в своё время много потрудился Гизо, дополняют богатство французской историографии.

### Британская историография
В Великобритании историография в XIX века обогатилась многими трудами, главным образом по истории этой страны. После пристрастных трудов Тернера и Лингарда появилась более беспристрастная конституционная история Англии Галлама и история Шотландии Титлера. Оригинальный и остроумный критик Карлейль дал ряд трудов, полных гениальных мыслей, но сильно субъективных. По отдельным эпохам английской истории работали Пельгрев, Годвин, Макинтош, Фроуд и другие, осветившие своими трудами ряд интересных вопросов, главным образом в сфере политики и учреждений. Из представителей этой (антикварной) школы наиболее важны Стеббс, епископ Честерский, превосходный знаток судеб английской конституции, и Фриман, немного многословный, но чрезвычайно разносторонний историк, с громадными познаниями в области источников.
Среди историков внутренней жизни народа первое место в Великобритании занял лорд Маколей, редкий пример учёного писателя, популярность которого в стране равняется популярности самых любимых поэтов, повествователей и романистов. Из позднейших писателей лишь один Грин своей «Историей английского народа» хоть сколько-нибудь достиг подобной популярности.
Совершенно особняком стоит гениальный самоучка Бокль, со своей неоконченной «Историей цивилизации в Англии», в которой учёный автор, «самый свободомыслящий, когда-либо живший в Англии человек», предполагал построить историю на совершенно новых основаниях и поднять её на уровень естествознания. История иностранных государств мало привлекала интерес англичан; более всего посчастливилось классическим странам древности, которым Клинтон, Меривель, Грот, Фриман и другие посвятили весьма ценные труды.

### Историография США
Северноамериканская историография является сколком с английской и немецкой; оригинальным явлением был здесь Эмерсон, во многом сходный с Карлейлем.